# Aeroporto di El Kharga
L'Aeroporto di El Kharga (in arabo الخارجة،، قسم الواحات الخارجة،‎?) (ICAO: HEKG - IATA: UVL) è un aeroporto nazionale egiziano a circa 5 km a nord est della città di El Kharga.
Da questo aeroporto operano regolarmente voli le seguenti compagnie aeree: Egyptair (con destinazione Il Cairo) e Petroleum Air Services (con voli stagionali sempre con destinazione Il Cairo).